# 熊拜昌
熊拜昌，江西省瑞州府新昌縣人，清朝政治人物、同進士出身。
光緒十二年（1886年），参加光緒丙戌科殿試，登進士三甲127名。同年五月，著以内阁中书。